# Sasino
Sasino (deutsch Sassin, früher Saßin) ist ein Dorf in der polnischen Woiwodschaft Pommern und gehört zur Landgemeinde Choczewo (Chottschow) im Powiat Wejherowski.

## Geographie

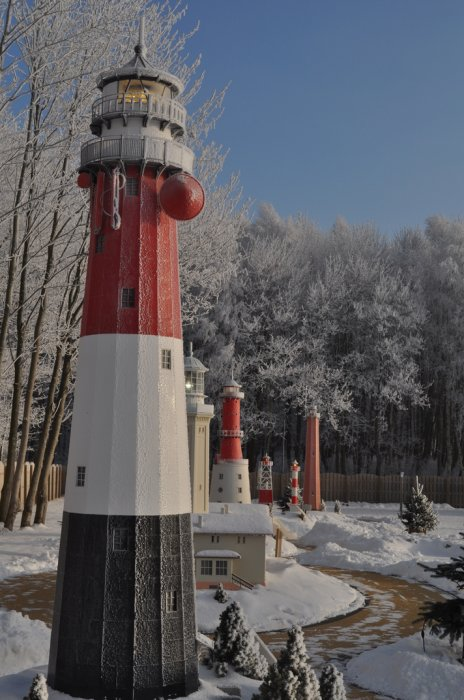
Modell des Leuchtturm, Miniaturenpark Niechorze

Das Dorf liegt in Hinterpommern, etwa 26 Kilometer nördlich der Stadt Lębork (Lauenburg in Pommern) und 13 Kilometer östlich der Stadt Łeba (Leba). Die Entfernung zur Ostsee im Norden beträgt etwa vier Kilometer. Unweit des Orts befindet sich am Ostseestrand die bis zu 45 Meter hohe Dünenformation Große Wollsäcke. Hier steht seit 1906 der Leuchtturm Stilo.

## Geschichte

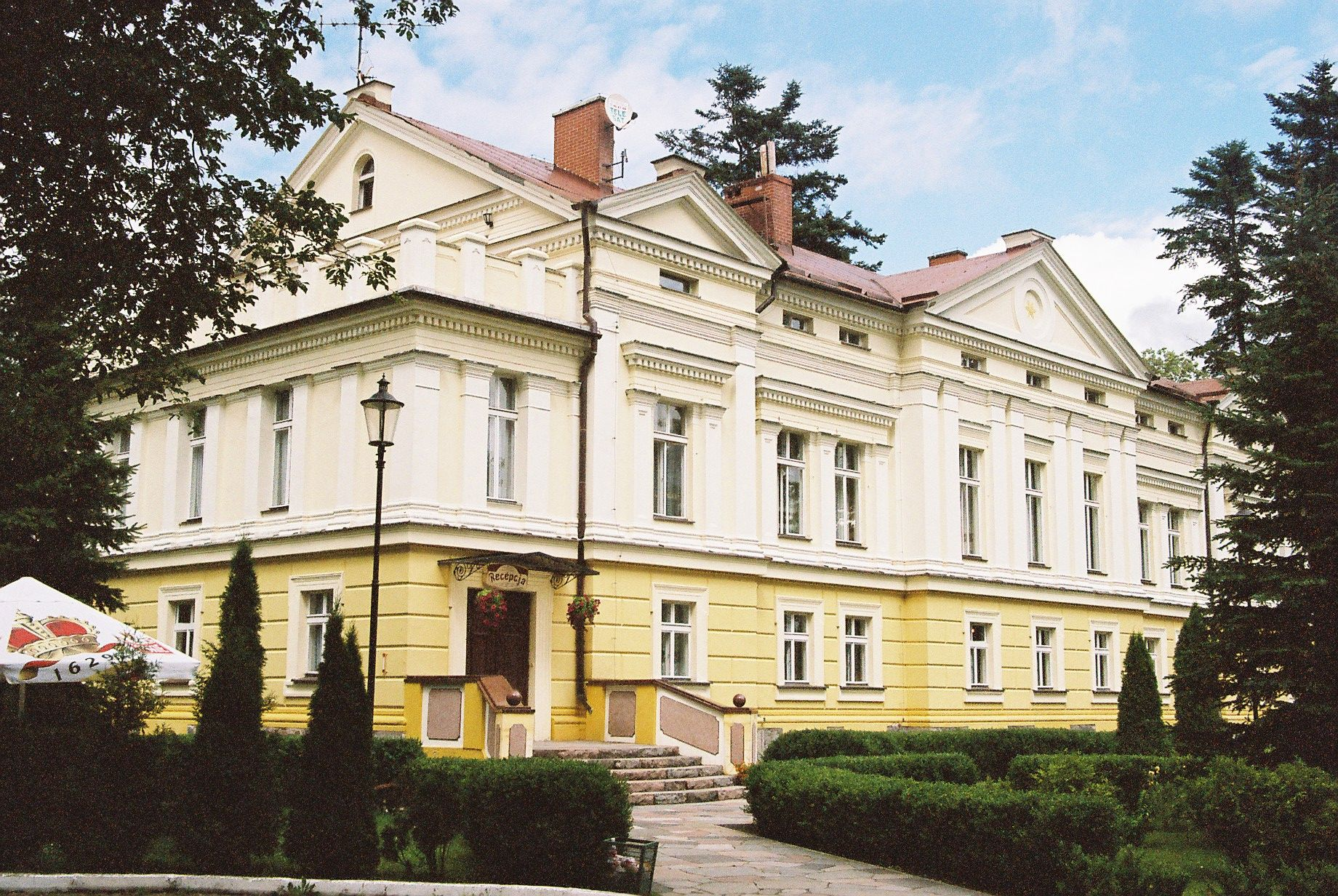
Ehemaliges Herrenhaus des Vorwerks Grünhof in Sassin

Die Ortschaft hatte 1437 den slawischen Namen Sassino.
Im Jahr 1735 wird Saßin als Besitztum der Familie Crockow erwähnt.
1784 gab es im Dorf  Sassin, das sich seinerzeit  im Besitz des königlich-polnischen Generalmajors Otto Carl von Krockow befand, unter anderem ein Vorwerk, acht Bauernhöfe, eine Gaststätte und eine Schule und insgesamt 19 Feuerstellen (Haushaltungen). Das Grünhof genannte Vorwerk hatte auf der Feldmark des Dorfs Ernst Bogislaf von Krockow (* ca. 1692), Landrichter zu Putzig, erbauen lassen. Um 1850 hatte Sassin eine Wassermühle. 1852 wurde Sassin für 27.000 Taler an den Hauptmann a. D. Heinrich von Stempel verkauft, der das Rittergut noch 1862 in Besitz hatte.
In Sassin befand sich der Verwaltungssitz des Amtsbezirks Sassin.
Sassin gehörte 1945 zum Amtsbezirk Sassin im Landkreis Lauenburg i. Pom., Regierungsbezirk Köslin, der Provinz Pommern des Deutschen Reichs.
Gegen Ende des Zweiten Weltkriegs wurde die Region Anfang März 1945 von der Roten Armee besetzt. Bald darauf wurde das Kreisgebiet zusammen mit ganz Hinterpommern unter polnische Verwaltung gestellt. Es begann danach die Zuwanderung polnischer Zivilisten. Sassin erhielt den polnischen Ortsnamen Sasino. Soweit sie nicht zuvor geflohen waren, wurden die Dorfbewohner in der darauf folgenden Zeit vertrieben.
Die Ortschaft ist heute Teil der Gmina Choczewo im Powiat Wejherowski (Powiat Neustadt in Westpreußen) der Woiwodschaft Pommern (1975–1998 der Woiwodschaft Danzig).
Bevölkerungsentwicklung
| Jahr | Einwohner | Anmerkungen                                    |
| ---- | --------- | ---------------------------------------------- |
| 1848 | 170       | [ 6 ]                                          |
| 1867 | 296       | [ 9 ]                                          |
| 1871 | 289       | in 24 Wohngebäuden                             |
| 1925 | 499       | darunter 475 Evangelische und sechs Katholiken |
| 1933 | 555       | [ 11 ]                                         |
| 1939 | 719       | [ 11 ]                                         |